# Лебединский, Андрей Анатольевич
Андрей Анатольевич Лебединский (23 декабря 1963, Хабаровск — 9 января 2024, Хабаровск) — российский спортсмен, четырёхкратный чемпион Летних Паралимпийских игр в пулевой стрельбе из пистолета. Многократный чемпион мира и России. Заслуженный мастер спорта. Почётный гражданин города Хабаровска.

## Биография
Андрей Анатольевич Лебединский родился 23 декабря 1963 года в Хабаровске.
В секции пулевой стрельбы будущий спортсмен начал заниматься в 14 лет, но и до этого времени он имел некоторый стрелковый опыт — отец, работавший лесником, брал мальчика с собой в тайгу и иногда позволял стрелять из винтовки. Через год после начала тренировок Лебединский уже стал кандидатом в мастера спорта, а через два — мастером спорта.
Первым его крупным спортивным успехом стала победа на первенстве СССР по пулевой стрельбе в 1981 году.
В 1984 году стрелок вынужден был на год прервать тренировки из-за травмы, в результате которой он потерял ногу и в течение девяти месяцев проходил лечение в больнице. Тогда, по словам спортсмена, ему помогла справиться поддержка родных и друзей.
В паралимпийской сборной России Андрей дебютировал в 1996 году и сразу же завоевал две золотые и одну бронзовую медаль.
За год до своей второй Олимпиады, в 1999 году, Лебединский получил ещё одну сложную травму — ожог роговицы правого глаза. Хотя зрение удалось сохранить, прежней чёткости изображения уже не было, поэтому ему всё же пришлось учиться целиться левым глазом.
На Играх в Сиднее в 2000 году Лебединский занял третье место в стрельбе из пистолета с 25 метров. Через 4 года в Афинах он завоевал третье золото, а на Летних Паралимпийских играх 2008 года в Пекине стал четырёхкратным чемпионом.
Лебединский работал с детьми и подростками в Хабаровском краевом центре развития спорта высших достижений.
Скончался 9 января 2024 года на 61-м году жизни.

## Награды
- орден Дружбы (3 декабря 1996) — за активное участие и высокие спортивные достижения в Х летних Параолимпийских играх 1996 года[7];
- орден Почёта (10 августа 2006) — за большой вклад в развитие физической культуры и спорта, высокие спортивные достижения на XII Параолимпийских играх в Афинах[8];
- орден «За заслуги перед Отечеством» IV степени (30 сентября 2009) — за большой вклад в развитие физической культуры и спорта, высокие спортивные достижения на XIII Паралимпийских играх 2008 года в Пекине[9];
- почётный гражданин города Хабаровска[вд] (май 2013)[10][11];
- заслуженный мастер спорта России.